# Diciannovequaranta
Diciannovequaranta è stato un programma televisivo italiano di genere rotocalco politico, condotto da Giovanni Floris su LA7 nel 2014.

## La trasmissione
Il programma si occupa di attualità, politica ed economia. Nello stesso vengono resi pubblici i sondaggi di Nando Pagnoncelli. Il nome della trasmissione deriva dall'orario di messa in onda.
La rete sospese temporaneamente la trasmissione il 22 settembre a causa dell'impegno assunto da Floris nella conduzione di Otto e mezzo, in sostituzione di Lilli Gruber. Il programma però non riprese più le sue trasmissioni a causa dei bassi ascolti.